# Kamil Grosicki
Kamil Paweł Grosicki (født 8. juni 1988 i Szczecin, Polen) er en polsk professionel fodboldspiller, som spiller for Ekstraklasa-klubben Pogoń Szczecin og Polens landshold.

## Titler
- Polsk Pokalturnering: 2
  - 2007/08 med Legia Warszawa
  - 2009/10 med Jagiellonia Bialystok

- Polsk Super Cuppen: 1
  - 2010 med Jagiellonia Bialystok